# جاي. دي. (سكرابز)
جون مايك «جاي. دي.» دوريان (بالإنجليزية: John Michael "J.D." Dorian) شخصية خيالية من المسلسل الكوميدي الأمريكي سكرابز، أدى دورها الممثل الأمريكي زاك براف. ظهر في جميع حلقات المواسم الثمانية الأولى ما عدا حلقتان.
رشح زاك براف عن دوره في المسلسل لجائزة إيمي برايم تايم في عام 2005، كما رشح لجوائز غولدن غلوب ثلاث مرات على التوالي في 2005، 2006، و2007.

## وصلات خارجية
- جاي. دي. (سكرابز) في قاعدة بيانات الأفلام على الإنترنت